# Charles Sumner

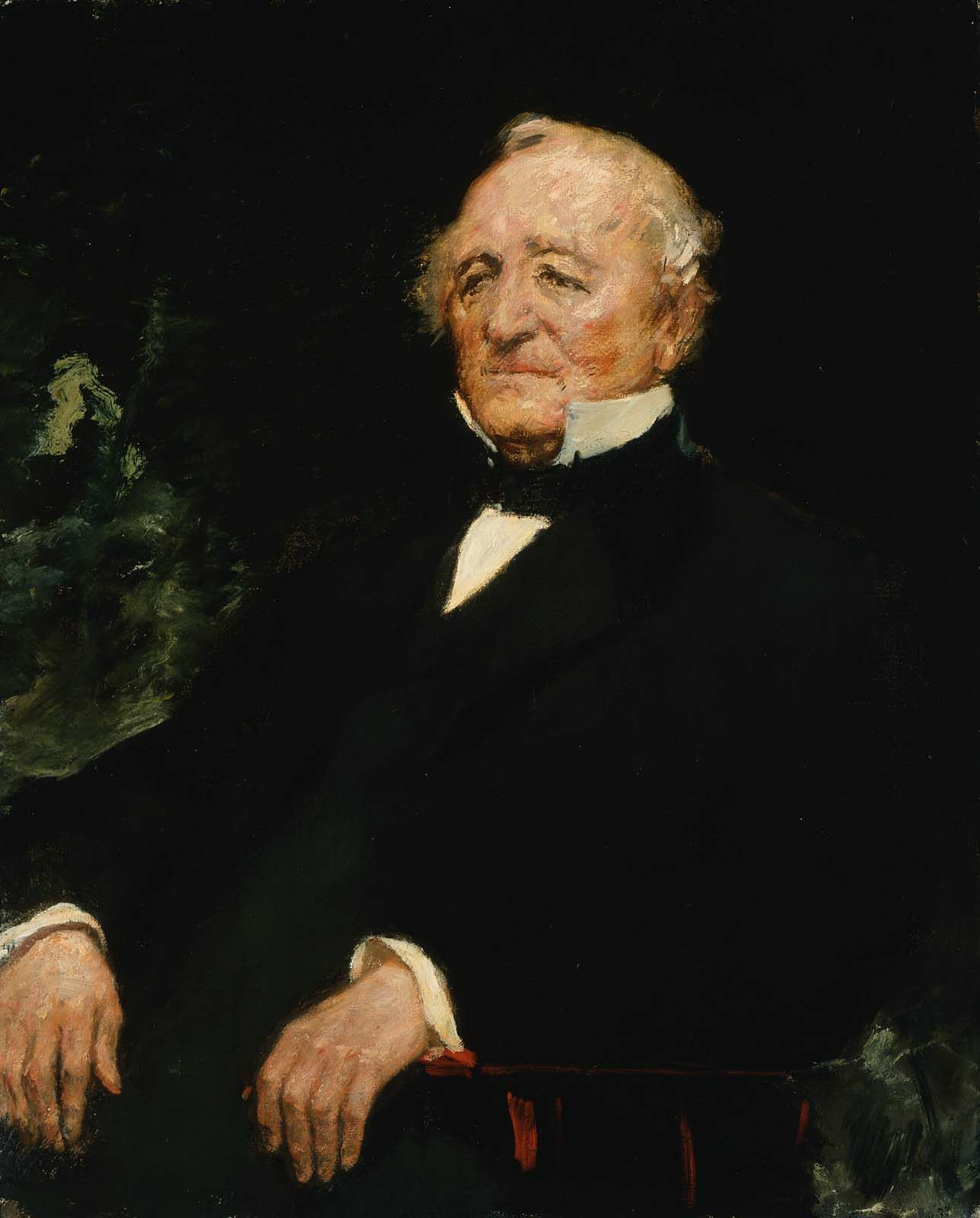
Senador Charles Sumner, ca. 1870, William Morris Hunt

Charles Sumner (Boston, 6 de enero de 1811 - Washington D. C., 11 de marzo de 1874) fue un político y estadista estadounidense de Massachusetts. Un profesor universitario y un orador de gran alcance, Sumner fue el líder de las fuerzas antiesclavistas en Massachusetts y un líder de los republicanos radicales en el Senado de los Estados Unidos durante la Guerra Civil y la Reconstrucción, junto con la ayuda de Thaddeus Stevens en la cámara de Estados Unidos de Representantes. Saltó de partido en partido, ganando fama como republicano. Uno de los estadistas más sabios de la época, se especializó en asuntos exteriores, trabajando en estrecha colaboración con Abraham Lincoln. 
Dedicó sus energías a la enorme destrucción de lo que él consideraba la Potencia negrera, que era (según muchos) el plan de los propietarios de esclavos para tomar el control del gobierno federal y bloquear el progreso de la libertad. La violenta paliza sufrida en 1856 a manos del representante por Carolina del Sur Preston Brooks en el suelo del Senado de Estados Unidos ayudó a escalar las tensiones que condujeron a la guerra. Después de años de terapia, Sumner volvió al Senado para ayudar a dirigir la Guerra de Secesión. Sumner fue uno de los principales defensores de la abolición de la esclavitud para debilitar a la Confederación. Aunque se mantuvo en buenas relaciones con Abraham Lincoln, fue un líder de la línea dura de los republicanos radicales. 
Como líder Republicano Radical en el Senado durante la reconstrucción, 1865-1871, Sumner luchó para lograr la igualdad de derechos civiles y el voto a favor de los libertos (sobre la base de que "el consentimiento de los gobernados" era un principio básico del republicanismo americano), y bloquear a los ex confederados para que no fueran a revertir la victoria en la guerra de Secesión. Sumner, haciendo equipo con el líder de la Cámara Thaddeus Stevens, derrotó a Andrew Johnson, e impuso puntos de vista radicales sobre el Sur. En 1869 se opuso a la anexión de la República Dominicana, alegando que el pueblo dominicano es quien debía elegir su destino; siendo considerado en este país como un defensor de su soberanía. En 1871, sin embargo, rompió con el presidente Ulysses Grant, a raíz de lo cual los partidarios de Grant en el Senado le quitaron la base del poder de Sumner, su presidencia del comité. Sumner, concluyendo que la corrupción de Grant ponía en peligro el éxito de las políticas de Reconstrucción, pidió un liderazgo nacional nuevo apoyando en las elecciones de 1872 al candidato liberal Horace Greeley y perdió su poder dentro del Partido Republicano. 
Los estudiosos consideran a Sumner y Stevens como los defensores más importante de Estados Unidos de los derechos de los negros antes y después de la Guerra Civil. Un historiador dice que fue "quizá el hombre menos racista en Estados Unidos en su época." Un amigo de Sumner, el  senador Carl Schurz, elogió la integridad de Sumner , su "coraje moral", la sinceridad "de sus convicciones", y el desinterés "de sus motivos." Sin embargo, el biógrafo de Sumner ganador del Premio Pulitzer, David Donald, le presenta como un moralista insoportablemente arrogante; un egoísta hinchado de orgullo, e incapaz de distinguir entre las cuestiones grandes y pequeñas. Es más, concluye Donald, Sumner era un cobarde que evitó confrontaciones con sus muchos enemigos, a los que habitualmente insultaba en discursos preparados. 